# Gjøvik-Lyn
El SK Gjøvik/Lyn es un equipo de fútbol de Noruega que juega en la Segunda División de Noruega, la tercera liga de fútbol más importante del país.

## Historia
Fue fundado en el año 1902 en la ciudad de Gjøvik y el único título ganado en su historia ha sido la Copa de Noruega en el año 1962 en 2 finales que ha jugado.
A nivel internacional ha participado en 1 torneo continental, en la Recopa de Europa de Fútbol de 1963/64, donde fue eliminado en la Primera Ronda por el APOEL Nicosia de Chipre.
Al finalizar la Temporada 2009, el primer equipo se fusionó con el Vardar FF para crear al Gjøvik FF que se disolvió en 2014 como resultado de una fusión con FK Gjøvik-Lyn.

## Palmarés
- Copa de Noruega: 1

1962
- - Finalista: 1

1914

## Participación en competiciones de la UEFA
| Temporada | Torneo                | Ronda         | Club          | Casa | Visita | Global |
| --------- | --------------------- | ------------- | ------------- | ---- | ------ | ------ |
| 1963/64   | UEFA Cup Winners' Cup | Primera Ronda | APOEL Nicosia | 0–1  | 0–6    | 0–7    |